# Eef Kasteel
Eef Kasteel (Arnhem,1978) is een Nederlandse volkszanger en voorzitter van voetbalclub MASV uit Arnhem.

## Biografie
In 2018 bracht Kasteel het nummer 'mijn leven' uit en in 2020 'samen voor MASV' uit samen met medevolkszanger Frank van Etten.
In 2019 kwam Kasteel in het nieuws na een schietincident in Arnhem bij zijn woning, Kasteel werd aangehouden, later bleek dat het om noodweer ging, waarna hij werd vrijgelaten. Wel kreeg hij later drie maanden celstraf opgelegd voor verboden wapenbezit.
Na zijn vrijlating werd Kasteel weer voorzitter bij MASV.